# カルガドス・カラホス諸島
カルガドス・カラホス諸島（Cargados Carajos、カラゴードス・カラーショス礁とも表記され、別名セントブランドン岩礁、Saint Brandon Rocksとも呼ばれる）はモーリシャスの属領である。

## 概要

カルガドス・カラホス諸島の位置

インド洋のモーリシャスから約北東430km、南緯16度35分東経59度37分付近に位置し、広いラグーンの16の岩環礁の島々からなる。ポートルイスの管理下に置かれているマスカリン諸島の一部である。
面積1.30km2で、島に少数だが人が住んでおり、大部分は漁業拠点として使われている。

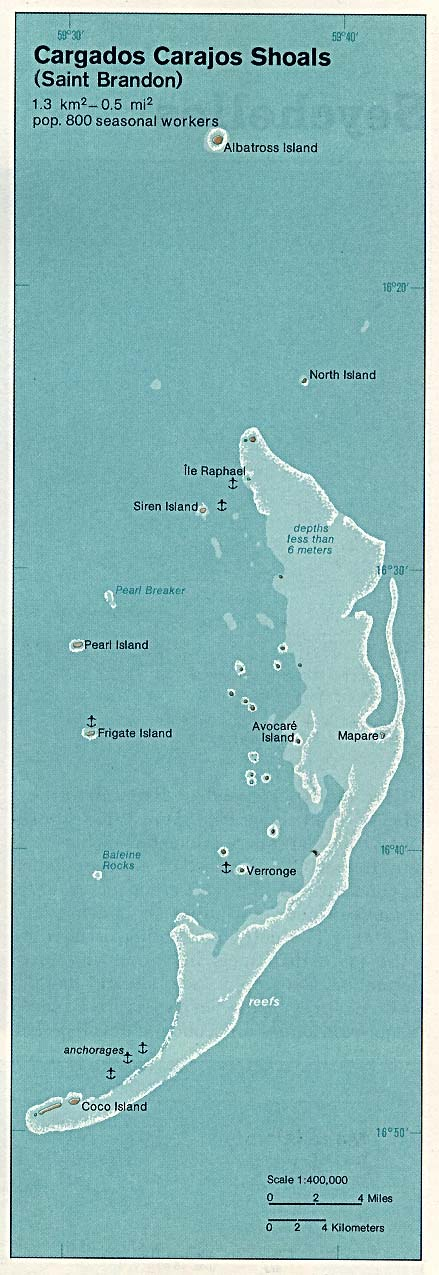
カルガドス・カラホス諸島